# Dragon Quest VIII: Journey of the Cursed King
Dragon Quest VIII: Journey of the Cursed King (Dragon Quest VIII: История проклятого короля; , известная в PAL регионе без римской нумерации и в Японии как Dragon Quest VIII Sora to Umi to Daichi to Norowareshi Himegimi (яп. ドラゴンクエストVIII 空と海と大地と呪われし姫君, "Dragon Quest VIII: Небо, океан, земля и проклятая принцесса") — видеоигра в жанре JRPG разработанная Level-5 и изданная Square Enix для PlayStation 2. Изначально игра была выпущенная в Японии и только позже в Северной америке и PAL регионе. Это восьмая игра из популярной серии Dragon Quest (также известной как Dragon Warrior), но первая изданная в PAL регионе. Также она первая игра изданная на английском языке под названием Dragon Quest (предыдущие назывались Dragon Warrior).
Dragon Quest VIII использует технология cel-shading для персонажей и пейзажа. Дизайн персонажей разрабатывал Акира Торияма, который до этого уже долгое время работал с серией и также известен по серии Dragon Ball. Музыку к игре написал Коити Сугияма, а дизайнером был Юдзи Хории, который уже много лет работает над серией Dragon Quest. В Dragon Quest VIII битвы не ограничены показом только от первого лица, как в предыдущих играх серии, они происходят на 3D аренах и игрок может видеть не только всех монстров, но и подручных ему персонажей. Игра имела огромный успех сразу же после своего релиза, особенно в Японии. Она стала Square Enix Ultimate Hits и Sony Greatest Hits тайтлом. По итогам опроса проведённого в 2006 журналом Famitsu ей присудили 4 место в списке лучших видеоигр всех времён и народов после Final Fantasy X, Final Fantasy VII и Dragon Quest III. 13 мая 2015 года был анонсирован ремейк для приставки Nintendo 3DS.

## Игровой процесс
Dragon Quest VIII обладает полностью трёхмерном миром и управление Героем в нём происходит посредством левого стика или d-пада геймпада. С помощью правого стика можно управлять камерой и облетать вокруг персонажа на 360 градусов или же перейти в вид от первого лица. Визуальный контроль позволяет игроку лучше изучать игровой мир и объекты в нём, по сравнению с перспективой из предыдущих игр серии. В новом мире игрок больше не перемещается на глобальной карте по клеткам. Всё пространство как в городах так и вне их полностью трехмерно, что позволяет игроку наблюдать пейзажи и видеть все объекты в их реальном размере. В игре также есть статистика, позволяющая посмотреть множество данных — начиная от количества пройденных метров и заканчивая максимальным уроном нанесённым за один ход. В игре вам также дадут опробовать алхимический горшок Короля Трода, в котором вам позволят сварить новые предметы, оружие или броню. В начале можно смешивать только два предмета, но благодаря улучшениям Трода, вам вскоре позволят смешивать три предмета. Что бы предмет готовился, вам придётся бегать по миру пока не услышите характерный звук(«Динь!»), но за выполнение испытаний Короля Драгонианов, вам позволят улучшить горшок что бы он варил за 1 секунду. В игре присутствует три вида транспорта: наземный, воздушный и водный. Наземный транспорт-большая саблезубая кошка, воздушный-душа птенца птицы Эмпирии, принявший её форму, а водный-корабль. Два из них вы получите по ходу сюжета, тогда как саблезуба нужно будет получить выполнив определённое задание. Птенец поможет вам посетить те места, которые обычным путём не увидеть. Они обозначены густыми белыми облаками. Саблезуб бегает быстрее, чем Герой, что помогает быстрее добраться до определённого места. На корабле можно посетить многие острова и те места, куда нельзя добраться пешком.

## Главные персонажи
- Герой: (яп. 主人公 Shujinkō)

Герой является стражем королевской гвардии Тродайна, который путешествует вместе с королём Тродом пытаясь поймать Доулмагуса и заставить заплатить его за свои преступления. Вместе с ним всегда путешествует его ручная мышь Манчи, в правом кармане куртки. В североамериканской и европейской локализации Герой является единственным главным героем без озвучивания. Кроме того, даже если диалог о Герое, его имя никогда не озвучиваться, хотя и упоминается в тексте. Это объясняется тем фактом, что имя ему выбирает игрок в начале игры. Герой изучает по ходу игры атакующие и лечебные заклинания, а также заклинания поддержки, в том числе заклинания молний и Массовое лечения, являющееся самым мощным лечащим заклинанием в игре. Также игрок может прокачивать навыки владения мечами, копьями, бумерангами, рукопашного боя и лидерство. Герой является единственным персонажем игры, на которого нельзя наложить проклятие магией или вещью. По ходу игры мы имеем возможность узнать, что Герой — потомок древней расы Драгониан (людей-драконов), а также принц королевства Аргония.
- Янгус:(яп. ヤンガス Yangasu)

В прошлом Янгус был воришкой и жил в городе Пикхэм(англ. Pickham), но когда его спас Герой, он становится его телохранителем. Янгус предан своему спасителю и поэтому называет его «босс»('guv). Стоит отметить что Янгус говорит с британским акцентом Кокни. У него есть привычка не договаривать или не выговаривать части слова, поэтому он говорит примерно так:orse princess. Янгус иногда спорит с королём Тродом и зовёт его «дедуля»(Grandad). В бою Янгус использует в основном свои мускулы, но у него также есть навыки обращения с косами, топорами, дубинами и гуманностью. Заклинания у него в основном вспомогательными. Их можно выучить если прокачать гуманность. Если повысить ярость Янгуса в бою, то он может нанести довольно большой урон. Янгус, наравне с Героем, является одним из первых персонажей в вашей компании и в самой игре. Также как и Герой, он мечтает победить Доулмагуса и, впоследствии, Лорда тьмы Рапторна. Из игры выясняется, что он любит поспать и не прочь поесть в весёлой компании.
- Джессика:(яп. ジェシカ Jeshika)

Джессика является дочкой в аристократической семье Альберт, но после ссоры с матерью, она отправляется на поиски Доулмагуса дабы отомстить за своего брата Алистара. После того, как герои спасают корабль от короля Каламари, она становится членом вашей команды. Джессика является чародейкой и умеет пользоваться заклинаниями, как атакующими, так и вспомогательными. Она умеет обращаться с ножами, кнутами, посохами, техникой рукопашного боя и привлекательностью. Джессика может очаровать врага и тем самым заставить его пропустить ход. Джессику можно одевать в различные костюмы, типа костюма кролика и бикини. До того, как она узнала героев, она думала что они убили её брата, но затем выяснила что это не так. Джессике нравятся дети. Это можно судить по тому, как она утешает Мэша в деревне и из фотографий в конце игры, где она развлекает детей своими фокусами.
- Анжело:(яп. ククール Kukūru)

Анжело был рыцарем тамплиером и жил в аббатстве, но после того, как Доулмагус убил Аббата Франциско, он отправляется с героями отомстить за него. Прошлое у Анжело не было весьма приятным. Он ещё в детстве потерял родителей и свой дом, поэтому он решил отправиться в аббатство. Там он встречает Марчелло, своего сводного брата. Он жалеет мальчика, но узнав правду, прогоняет Анжело вон. Аббат решает позаботиться об Анжело и поэтому разрешает ему остаться. По ходу игры узнаётся, что Анжело-страстный ловелас. Он не прочь пофлиртовать с девушками, что не нравиться Джессике, любит азартные игры и большой хвастун. В бою Анжело использует множество различных заклинаний. Он также умеет обращаться с мечом, владеет стрельбой из лука, рукопашным боем, посохами и харизмой. Благодаря харизме, Анжело может привести врага в замешательство.
- Доулмагус:(ドルマゲス Dorumagesu)

Шут замка Тродайн. Один из главных злодеев игры. После того, как Доулмагус решил познать силу скипетра, он тот час же был проклят силами Рапторна. Теперь, дабы завершить свой ритуал, проклятый Доулмагус должен убить семь наследников великих мудрецов, которые заточили Рапторна много лет назад. Ему удаётся убить только четырёх до своей смерти. Несмотря на то, что Рапторн поглотил Доулмагуса, в ходе игры он всё же отпускает шутки. В основном тогда, когда встречает свою очередною жертву.
- Король Трод:(王トロデ Ō Torode)

Король замка Тродайн. Он и его дочь Медея были прокляты шутом Доулмагусом, после чего сам Трод стал троллем, а его дочь превратилась в лошадь. Трод не любит, когда его называют гадким из за внешности, из-за чего он иногда ругается с Янгусом по этому поводу. Янгус часто любит называть его «gran' dad(дедуля)». Трод очень заботится о своей дочери, и не любит, когда её называют лошадью. В игре можно будет воспользоваться его алхимическим горшком, однако его нельзя использовать в подземельях, так как Трод и Медея не могут туда войти. Горшок всегда хранится в повозке Трода. Многие люди крайне не переносят внешности короля и именно по этой причине он старается избегать людных мест, таких как города и деревни, и ждёт героев снаружи.

## Отличия между версиями
- В североамериканской и европейской версиях полностью переписан саундтрек. В японской версии музыка была написана синтезатором, тогда как в остальных версиях используется оркестрованная музыка.
- Меню было полностью переделано в североамериканских и европейских адаптациях.
- В японской версии герои не говорили. Их речь сопровождалась характерными для них звуками. В западной же версии озвучили главных героев(за исключением Героя) и нескольких персонажей.
- Некоторые звуки, присутствующие в японской версии, были вырезаны.
- Имена некоторых персонажей были изменены. Персонажа Анжело в японской версии зовут Kukūru, Ред зовут Geruda(Герда).

## Отзывы
| Сводный рейтинг | Сводный рейтинг | Сводный рейтинг |
| Издание         | Оценка          | Оценка          |
| Издание         | 3DS             | PS2             |
| --------------- | --------------- | --------------- |
| GameRankings    | 85,25 %         | 90,05 %         |